# Qabr Hanzalah
Qabr Hanzalah è un villaggio dello Yemen orientale. Si trova nel governatorato di Hadramawt.